# Giuseppe Crespi
Giuseppe Maria Crespi ou Giuseppe Crespi (14 de março, 1665 - 16 de julho, 1747), apelidado Lo Spagnuolo ("O Espanhol"), foi um pintor italiano do final do Barroco, representante da Escola de Bolonha. Suas produções ecléticas incluíam pinturas religiosas e retratos, mas também era famoso por suas obras que retratavam a vida cotidiana. Giuseppe Crespi, junto com Giambattista Pittoni, Giovanni Battista Tiepolo, Giovanni Battista Piazzetta, Canaletto e Francesco Guardi são os chamados Old Masters do período.
Crespi nasceu em Bolonha e ganhou o apelido de Lo Spagnuolo por seu hábito de vestir roupas apertadas, características da moda espanhola naquele tempo. Aos 12 anos, estudou com Angelo Michele Toni (1640–1708) e dos 15 aos 18 anos trabalhou com  Domenico Maria Canuti. O pintor romano Carlo Maratti, em uma visita à Bolonha, convidou Crespi a trabalhar em Roma, mas esse recusou. Um amigo de Maratti, Carlo Cignani, convidou Crespi a entrar para a Accademia del Nudo com o propósito de estudar desenho e lá ele permaneceu até 1686, quando a Accademia começou a ser dirigida por Giovanni Antonio Burrini, o aluno mais importante de Canuti. Viajou para Veneza, mas refugiou-se em Florença com a obra O Massacre dos Inocentes, feita para Fernando I, grão-duque da Toscana, que permaneceu seu firme protetor por cinco anos.
Um artista eclético, Crespi foi um pintor de retratos e um brilhante caricaturista, conhecido por sua água-forte à semelhança de Rembrandt e Salvator Rosa.

## Galeria
| Os Sete Sacramentos | Os Sete Sacramentos | Os Sete Sacramentos | Os Sete Sacramentos | Os Sete Sacramentos | Os Sete Sacramentos | Os Sete Sacramentos |
| ------------------- | ------------------- | ------------------- | ------------------- | ------------------- | ------------------- | ------------------- |
|                     |                     |                     |                     |                     |                     |                     |
| Batismo             | Confirmação         | Confissão           | Comunhão            | Ordenação           | Matrimônio          | Extrema Unção       |

Crespi é mais conhecido hoje por ter sido um dos maiores proponentes da pintura de gênero do Barroco na Itália. Os italianos, até o século XVI, concentravam-se principalmente em imagens religiosas, mitológicas e históricas, bem como retratos de poderosos, diferenciando-se, dessa forma, do norte da Europa, especialmente dos pintores holandeses. Havia exceções, tais como Bartolomeo Passerotti  e Vincenzo Campi , e, nessa tradição, Crespi seguiu os precedentes criados pelos Bamboccianti, pintores holandeses radicados em Roma. Mais tarde, a mesma tradição seria seguida por Piazzetta, Pietro Longhi, Giacomo Ceruti e Giandomenico Tiepolo para nomear alguns.

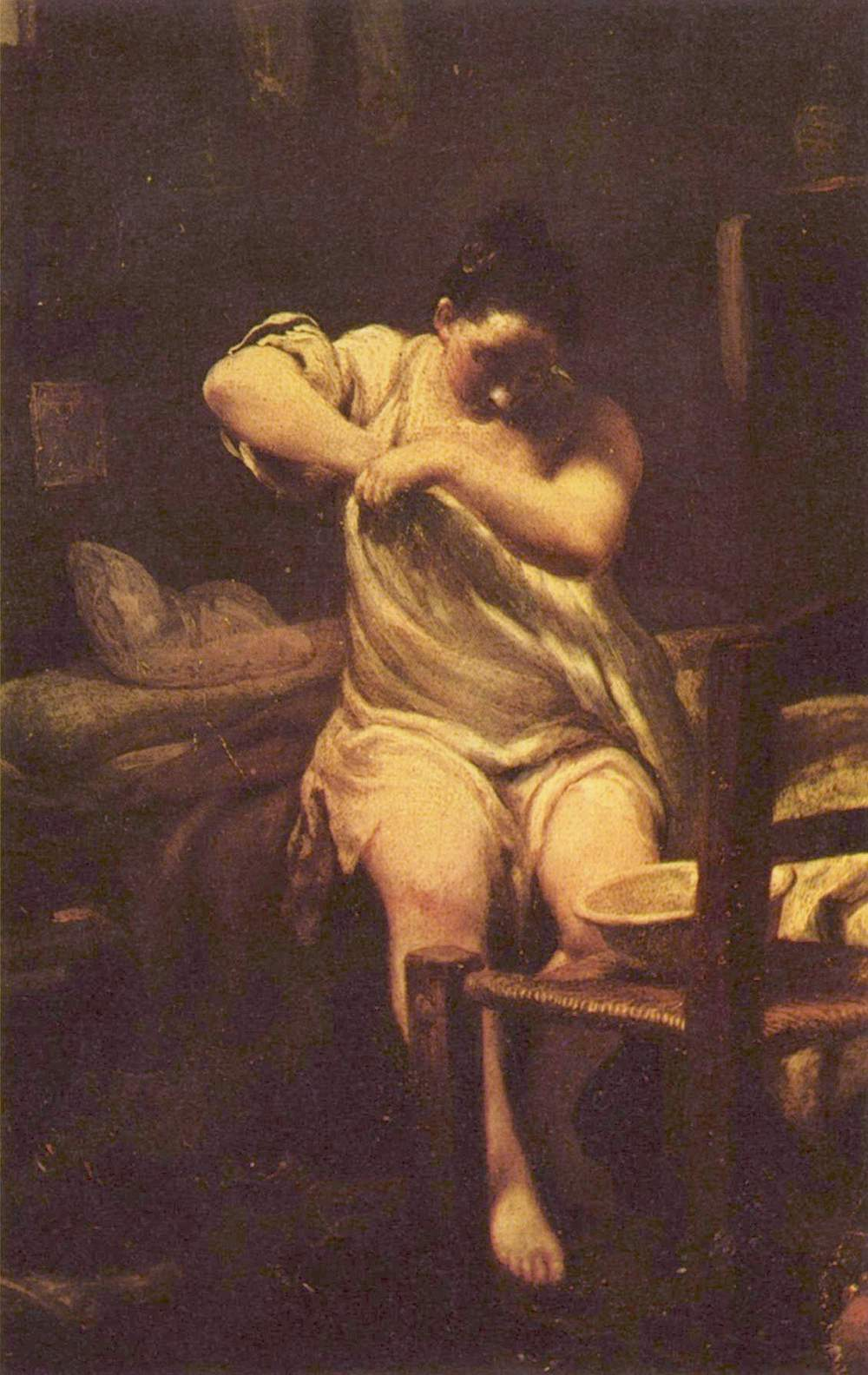
Procurando por Pulgas
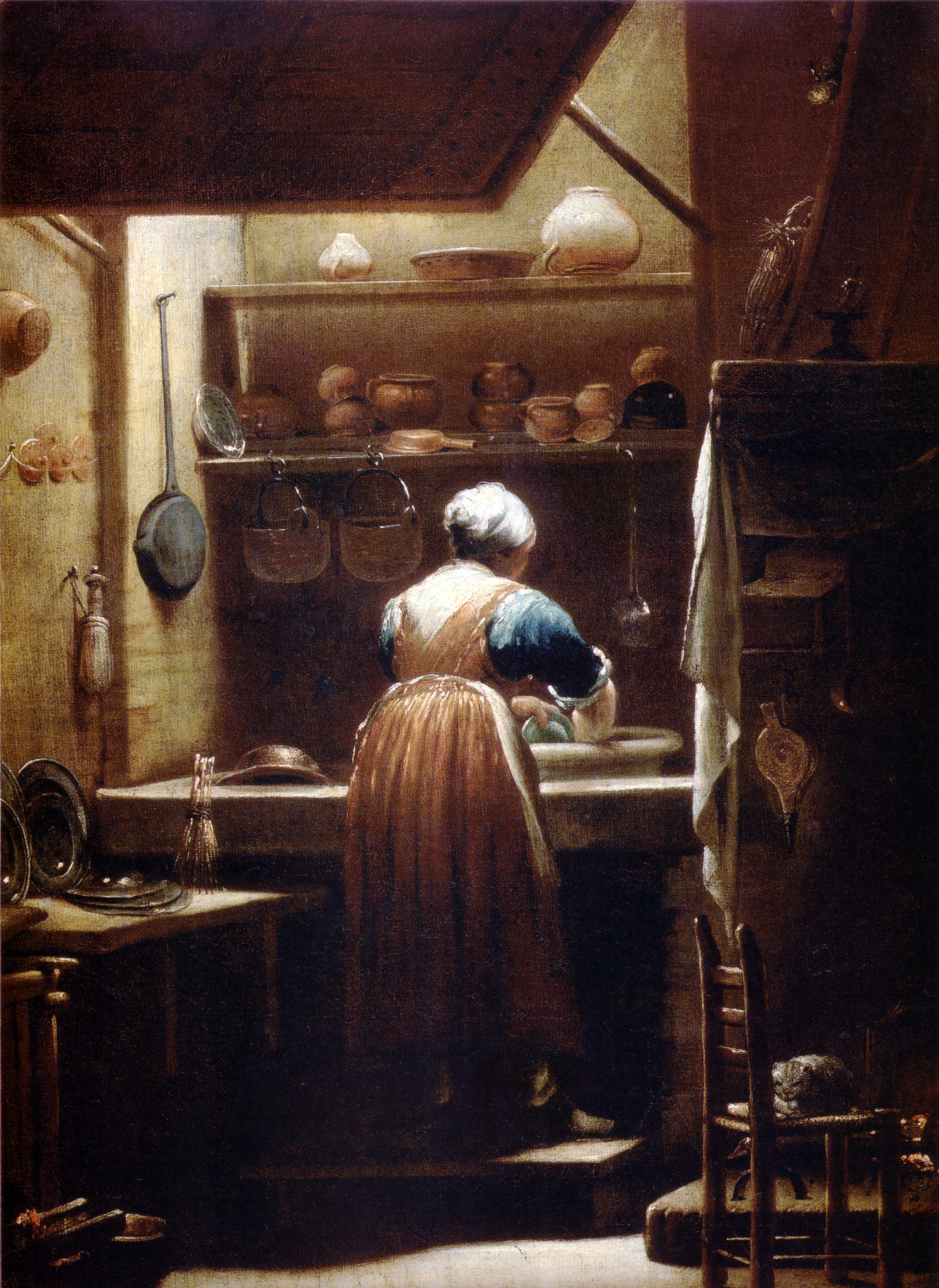
Trabalhadora da Cozinha
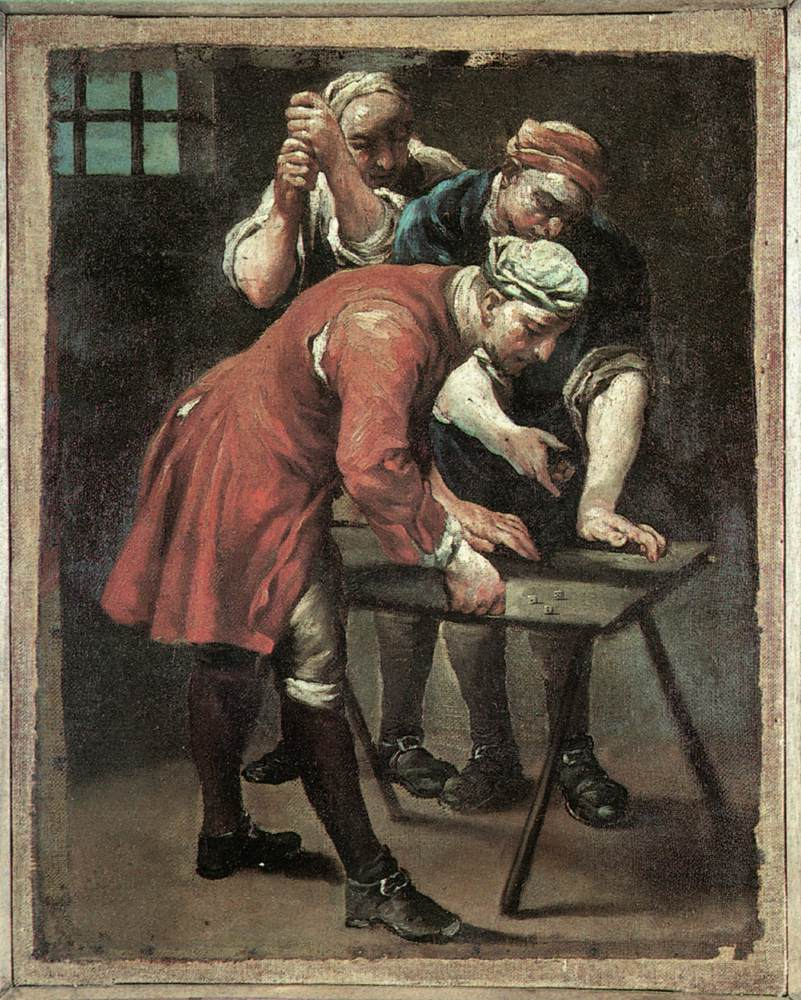
Jogadores de Dados
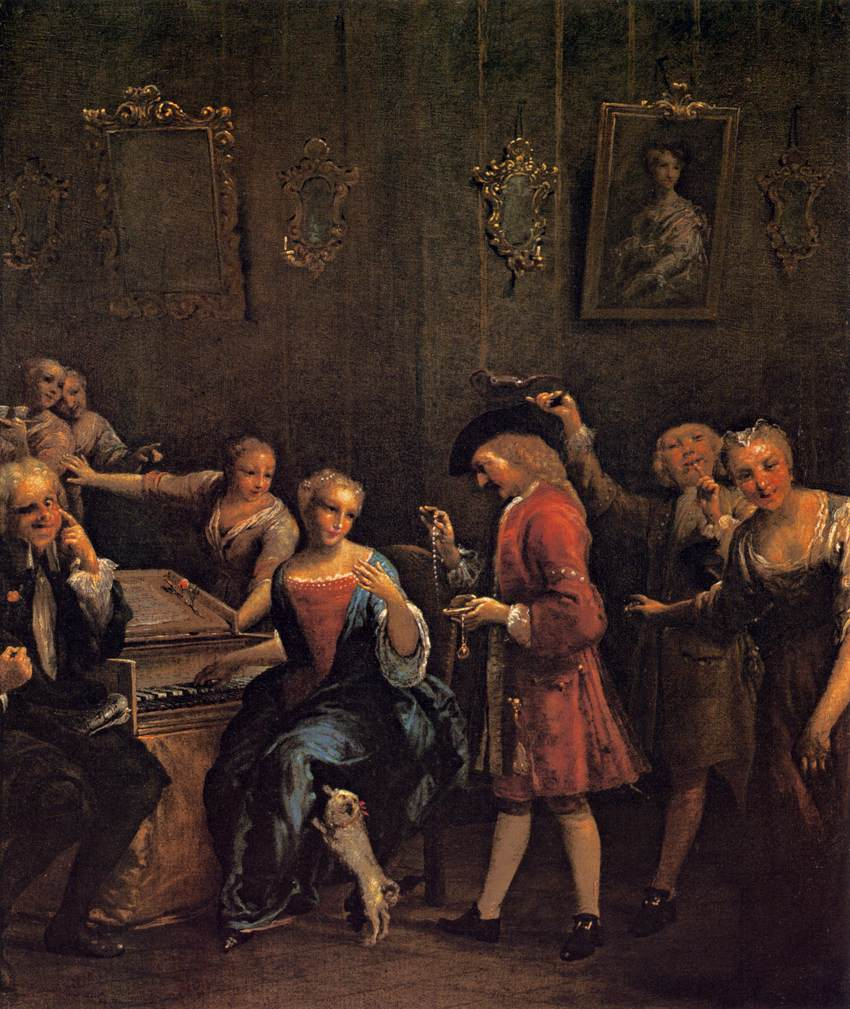
A Cantora Cortejada

Seus alunos mais importantes foram Giovanni Francesco Braccioli, Giacomo Pavia, Giovanni Morini, Pier Guariente, Felice, seu irmão Jacopo Giusti e Cristoforo Terzi. Ele pode ter influenciado Giovanni Domenico Ferretti e talvez Giovanni Battista Piazzetta. Dois dos filhos de Crespi, Antonio (1712–1781) e Luigi (1708–1779) tornaram-se pintores.